# Xavier Marcos
Xavier Marcos Padros es un ingeniero español de automovilismo. Debutó en Fórmula 1 como ingeniero de HRT entre 2010 y 2012. Después de que el equipo español se retirara, se unió a Williams como ingeniero de rendimiento para Felipe Massa. En 2015 decidió mudarse a Estados Unidos para convertirse en ingeniero jefe del equipo de Nascar en Richard Childress. Desde 2019 hasta mayo de 2024, fue el ingeniero de pista de Charles Leclerc en Scuderia Ferrari en la Fórmula 1.

## Historia
Marcos comenzó su carrera en el automovilismo como ingeniero de carrera para el BNC Racing Team. Probó por primera vez la Fórmula 1 mientras trabajaba para el equipo HRT como ingeniero de rendimiento entre 2010 y 2012. Después de que el equipo se retirara, se unió a Williams Racing como ingeniero de rendimiento para Felipe Massa. En busca de un nuevo desafío, Marcos Padros decidió mudarse a Estados Unidos para convertirse en ingeniero jefe de carreras del equipo de Nascar Richard Childress Racing en 2015. Marcos Padros regresó a la Fórmula 1 con la Scuderia Ferrari, primero como ingeniero de carreras de fábrica y luego se convirtió en el ingeniero de Charles Leclerc cuando se incorporó al equipo en 2019 permaneciendo con el monegasco hasta mayo de 2024, cuando fue sustituido.